# Los Cármenes
Los Cármenes es el nombre que recibe en la ciudad de Madrid el barrio n° 101, uno de los siete que componen el distrito de Latina. 
Limita al norte con las calles Daimiel y Sepúlveda; al este, con el río Manzanares; al sur, con la calle San Ambrosio, el Paseo de la Ermita del Santo y la Vía Carpetana; y con las calles Alhambra y Nuestra Señora de Valvanera al oeste.

## Transportes

### Cercanías Madrid
El barrio posee la estación de Laguna (C-5) en su límite oeste.

### Metro de Madrid
El barrio está servido por dos estaciones de la línea 6: Laguna y Carpetana. Además, hay una tercera muy cercana, Lucero. Sin embargo, estas estaciones solo dan servicio al extremo oeste del barrio, por lo que a gran parte de los vecinos les resultan más cercanas las estaciones de Pirámides y Puerta del Ángel, en barrios vecinos. La estación de Laguna también tiene Cercanías

### Autobús
Prestan servicio al barrio:
| Línea | Terminales                      |
| ----- | ------------------------------- |
| 17    | Plaza Mayor – Parque Europa     |
| 25    | Plaza de España – Casa de Campo |
| 31    | Plaza Mayor – Aluche            |
| 55    | Atocha – Batán                  |
| 119   | Atocha – Barrio de Goya         |
| 138   | Cristo Rey - San Ignacio        |
| N16   | Cibeles – La Peseta             |
| N18   | Cibeles – Las Águilas           |

- Datos: Q10319792
- Multimedia: Los Cármenes neighborhood, Madrid / Q10319792